# 웨스 무어
웨스틀리 와텐드 오마리 무어(Westley Watende Omari Moore, 1975년 5월 12일 ~ )은 미국의 정치인으로 현재 메릴랜드주지사이다.

## 학력
- 밸리 포지 군사대학 군사학 A.A.
- 존스 홉킨스 대학교 국제관계학 B.A.
- 옥스퍼드 대학교 국제관계학 MPhill

## 경력
- 미합중국 육군 예비역 대위
- 뉴욕 도이체방크 투자은행 은행원
- 시티뱅크 뉴욕지점 은행원
- 오마리 프로덕션 대표
- 로빈후드 파운데이션 CEO
- 2023.01 ~ 제63대 메릴랜드 주지사

## 역대 선거 결과
| 선거명      | 직책명          | 대수 | 정당   | 득표율 | 득표수      | 결과 | 당락                 |
| ----------- | --------------- | ---- | ------ | ------ | ----------- | ---- | -------------------- |
| 2022년 선거 | 메릴랜드 주지사 | 63대 | 민주당 | 64.53% | 1,293,944표 | 1위  | 메릴랜드 주지사 당선 |